# I due masnadieri
I due masnadieri (Lippy the Lion & Hardy Har Har) è una serie televisiva animata statunitense, creata e prodotta dalla Hanna-Barbera e trasmessa in syndication. La serie è incentrata sulle vicende del leone Lippy e della iena Hardy.
In Italia sono stati trasmessi 51 dei 52 episodi.

## Trama
La serie è incentrata sulle disavventure di Lippy, un leone ottimista che studia il modo di potersi arricchire in fretta, indossa un cilindro e 
un mantello. Hardy, invece, è una iena che è costretta ad aiutare Lippy restando però pessimista sulla riuscita dei piani del compagno, indossa un cappello pork pie e cravatta a farfalla. Hardy è così pessimista poiché ne paga sempre le conseguenze.

## Produzione
Lippy e Hardy apparvero per la prima volta nel programma contenitore The Hanna-Barbera New Cartoon Series nel 1962, insieme ai cartoni di Wally Gator e Luca Tortuga. Per distinguere al meglio la personalità di Hardy, il doppiatore Mel Blanc ha usato lo stesso timbro vocale del postino del programma radiofonico Burns and Allen.

## Personaggi
- Lippy: voce originale di Daws Butler, voce italiana di Roberto Del Giudice.
- Hardy: voce originale di Mel Blanc, italiana di Roberto Del Giudice.

## Episodi
| nº | Titolo originale             | Titolo italiano                  | Prima TV USA      | Prima TV Italia   |
| -- | ---------------------------- | -------------------------------- | ----------------- | ----------------- |
| 1  | See Saw                      | Il terrore dei mari              | 3 settembre 1962  | 15 maggio 1964    |
| 2  | Watermelon Felon             | Lippi, Hardi e il cocomero       | 10 settembre 1962 | 8 maggio 1964     |
| 3  | Scare to Spare               | Il marziano                      | 17 settembre 1962 | 22 maggio 1964    |
| 4  | Gulp and Saucer              | L'invasione delle ultra formiche | 24 settembre 1962 |                   |
| 5  | Map Happy                    | Mappa felice                     | 1º ottobre 1962   |                   |
| 6  | Smile the Wild               | Hardi, il selvaggio              | 8 ottobre 1962    | 28 maggio 1964    |
| 7  | Charge of the Fright Brigade | Carica della brigata spaventosa  | 15 ottobre 1962   |                   |
| 8  | Film Flam                    | Silenzio, si gira!               | 22 ottobre 1962   | 19 giugno 1964    |
| 9  | Gunflighter                  | Il terribile Mezzosecondo        | 29 ottobre 1962   | 26 giugno 1964    |
| 10 | Hick Hikers                  | Lippy, Hardy e l'alpinismo       | 5 novembre 1962   | 3 luglio 1964     |
| 11 | A Thousand and One Frights   | Le 1000 e una fifona             | 12 novembre 1962  |                   |
| 12 | Double Trouble               | Il doppio guaio                  | 19 novembre 1962  | 24 luglio 1964    |
| 13 | Laugh a Loaf                 | Il triste miliardario            | 26 novembre 1962  | 31 luglio 1964    |
| 14 | Genie is a Meany             | Il genio di Bagdad               | 3 dicembre 1962   | 7 agosto 1964     |
| 15 | Banks for Everything         | Rapina in famiglia               | 10 dicembre 1962  |                   |
| 16 | Fiddle Faddled               | Cleff e il violino               | 17 dicembre 1962  | 14 agosto 1964    |
| 17 | Kidnap Trap                  | Storia a lieto fine              | 24 dicembre 1962  |                   |
| 18 | Witch Crafty                 | La strega indaffarata            | 31 dicembre 1962  |                   |
| 19 | Gas Again                    | Il gas esilarante                | 7 gennaio 1963    | 21 agosto 1964    |
| 20 | Horse and Waggin             | Il rodeo selvaggio               | 14 gennaio 1963   |                   |
| 21 | Baby Bottled                 | Il poppante gigante              | 21 gennaio 1963   |                   |
| 22 | Hard Luck Hardy              | Domatore per forza               | 28 gennaio 1963   | 28 agosto 1964    |
| 23 | Show Use                     | Avventura sotto zero             | 4 febbraio 1963   | 4 settembre 1964  |
| 24 | Injun Trouble                | Gli indiani                      | 11 febbraio 1963  |                   |
| 25 | Mouse in the House           | Caccia al topo                   | 18 febbraio 1963  | 11 settembre 1964 |
| 26 | Crazy Cat Capers             | Matti per i gatti                | 25 febbraio 1963  |                   |
| 27 | Phoney Pony                  | Il falso cavallo                 | 4 marzo 1963      |                   |
| 28 | Egg Experts                  | La volpe e l'uovo                | 11 marzo 1963     |                   |
| 29 | Rabbit Romeo                 | Il coniglio innamorato           | 18 marzo 1963     |                   |
| 30 | Bird in the Hand             | L'uccello preistorico            | 25 marzo 1963     |                   |
| 31 | Legion Heirs                 | Legione d'eroi                   | 1º aprile 1963    |                   |
| 32 | Hoots and Saddles            | Il rodeo selvaggio               | 8 aprile 1963     |                   |
| 33 | Monster Mix-Up               | La miscela misteriosa            | 15 aprile 1963    |                   |
| 34 | Bye Bye Fly Guy              | Sognando la California           | 22 aprile 1963    |                   |
| 35 | Wooden Nickels               | Soldi da buttare                 | 29 aprile 1963    |                   |
| 36 | Two for the Road             | In due per la strada             | 6 maggio 1963     |                   |
| 37 | King's X                     |                                  | 13 maggio 1963    |                   |
| 38 | Amusement Park Lark          | Giornata al luna park            | 20 maggio 1963    |                   |
| 39 | T for Two                    |                                  | 27 maggio 1963    |                   |
| 40 | Tiny Troubles                | Lilliput e Silliput              | 3 giugno 1963     |                   |
| 41 | Flood for a Thought          | Il mago della pioggia            | 10 giugno 1963    |                   |
| 42 | Hocus Pocus                  | Prego sorrida                    | 17 giugno 1963    |                   |
| 43 | Sham-Rocked                  | La pentola fatata                | 24 giugno 1963    |                   |
| 44 | Old Fuddy Duds               | Nonno petrolio                   | 1º luglio 1963    |                   |
| 45 | Chow You Feelings            | Il pranzo è servito              | 8 luglio 1963     |                   |
| 46 | Easy Does It                 |                                  | 15 luglio 1963    |                   |
| 47 | Drop Me a Lion               | Recapito a rischio               | 22 luglio 1963    |                   |
| 48 | Map Sap                      | La mappa per sciocchi            | 29 luglio 1963    |                   |
| 49 | Shark Shock                  | Lo squalo                        | 5 agosto 1963     |                   |
| 50 | No Spooking Allowed          | Il cavaliere fantasma            | 12 agosto 1963    |                   |
| 51 | Me-My-Mine                   |                                  | 19 agosto 1963    | Non trasmesso     |
| 52 | Together Mess                | Un'ondata di criminalità         | 26 agosto 1963    |                   |